# John Kitzmiller
John Kitzmiller, född 4 december 1913 i Battle Creek, Michigan, död 23 februari 1965 i Rom, Italien, var en amerikansk kemiingenjör och militär, som efter andra världskrigets slut valde att stanna i Europa och göra karriär som skådespelare.
Kitzmiller tjänstgjorde som kapten i 92:a infanteridivisionen i USA:s armé och deltog i den allierade invasionen av Italien. Medan kriget pågick avled båda hans föräldrar och vid krigsslutet såg Kitzmiller ingen anledning att återvända till USA utan valde att stanna i Italien. När Luigi Zampa letade efter amerikaner till roller i sin film Leva i fred (1947) var det någon som tipsade honom om Kitzmiller och den vägen kom den amerikanske ingenjörsofficeren in i den italienska filmbranschen där han förblev verksam till sin död 1965. Kitzmiller spelade i närmare 50 italienska filmer och är i Italien bäst ihågkommen för sina roller som den godhjärtade sergeanten Jerry Jackson i Alberto Lattuadas neorealistiska klassiker Negern och gatflickan (1948) och som den glade trumpetaren i Lattuadas och Federico Fellinis film Rampljusens barn (1950).
Kitzmillers verksamhet som skådespelare omfattade inte enbart italienska filmer. För sin roll i den jugoslaviska filmen Fredens dal fick han priset som bästa manliga skådespelare vid Filmfestivalen i Cannes 1957. Han var i princip okänd i sitt hemland före sin roll som Quarrel i James Bond-filmen Agent 007 med rätt att döda (1962).
Kitzmiller dog 1965 vid 51 års ålder av skrumplever.

## Filmografi i urval
- 1947 – Leva i fred
- 1948 – Negern och gatflickan
- 1950 – Rampljusens barn
- 1956 – Den svarta fallskärmsjägaren
- 1961 – Totòtruffa '62
- 1962 – Agent 007 med rätt att döda
- 1962 – Kapten Blods son
- 1965 – Onkel Toms stuga